# Milkshake (single)
Milkshake is een single van de Amerikaanse zangeres Kelis uit 2003. Het stond in hetzelfde jaar als derde track op het album Tasty.

## Achtergrond
Milkshake is geschreven door Pharrell Williams en Chad Hugo en geproduceerd door The Neptunes. Na Caught Out There in 2000, was het lang stil rond Kelis, maar dit veranderde met Milkshake. Het nummer, wat zou gaan over vrouwelijke sensualiteit, was een grote comebackhit. Het lied stond in vele landen in hoog in de hitlijsten, met als hoogste notering de tweede positie in Nieuw-Zeeland en het Verenigd Koninkrijk. In Nederland stond het op de zesde positie van de Top 40 en de zevende positie van de Single Top 100. In België stond het op de tiende plaats van de Vlaamse hitlijst en de 33e plek van de Waalse hitlijst.